# Aświni
Aświni (dewanagari अश्विनी, trl. aśvinī) – pierwsza nakszatra (rezydencja księżycowa) w astronomii hinduskiej, obejmująca zakres od 0°-0'-0" do 13°-20', odpowiadającą głowie Barana, w tym gwiazdom β i γ. Nazwa aśvinī została użyta przez Varahamihirę (VI wiek). Starsza nazwa tego gwiazdozbioru, znaleziona w Atharvawedzie (AVS 19.7; w duale) oraz u Paniniego (4.3.36), to aśvayúja, czyli "zaprzęgający konie". Nakshatra ta należy do znaku 'Mesha' (Barana).

## Astrologia
Ashvini jest rządzone przez Ketu, zastępujący węzeł księżycowy. W astrologii elekcyjnej Ashvini jest klasyfikowane jako mała konstelacja, co oznacza, że uważa się ją za korzystną do rozpoczynania prac wymagających precyzji lub delikatności, gdy księżyc znajduje się w Ashvini. Ashvini jest rządzone przez Ashvinów, niebiańskich bliźniaków, którzy służyli jako lekarze bogów. W uosobieniu Ashvini jest uważana za żonę Ashvini Kumarów. Ashvini jest przedstawiane albo jako głowa konia, albo jako miód i ul.

Tradycyjne hinduskie imiona są ustalane na podstawie tego, w którym padu (ćwiartce) nakshatry znajdował się Ascendent/Lagna w momencie narodzin. W przypadku Ashvini imię zaczynałoby się od następujących sylab: Chu, Che, Cho, La.